# 蒙圣雷米
蒙圣雷米（法語：Mont-Saint-Remy，法語發音：[mɔ̃ sɛ̃ ʁemi]）是法国大東部大區阿登省的一个市镇，属于武济耶区。

## 地理
蒙圣雷米（49°23'20"N, 4°28'54"E）面积7.55 平方千米，位于法国大東部大區阿登省，该省份为法国北部内陆省份，西接埃纳省，南至马恩省，东临默兹省，北与比利时接壤。
与蒙圣雷米接壤的市镇（或旧市镇、城区）包括：科鲁瓦、德里库尔、马绍、波夫尔、勒图尔讷河畔维尔。
蒙圣雷米的时区为UTC+01:00、UTC+02:00（夏令时）。

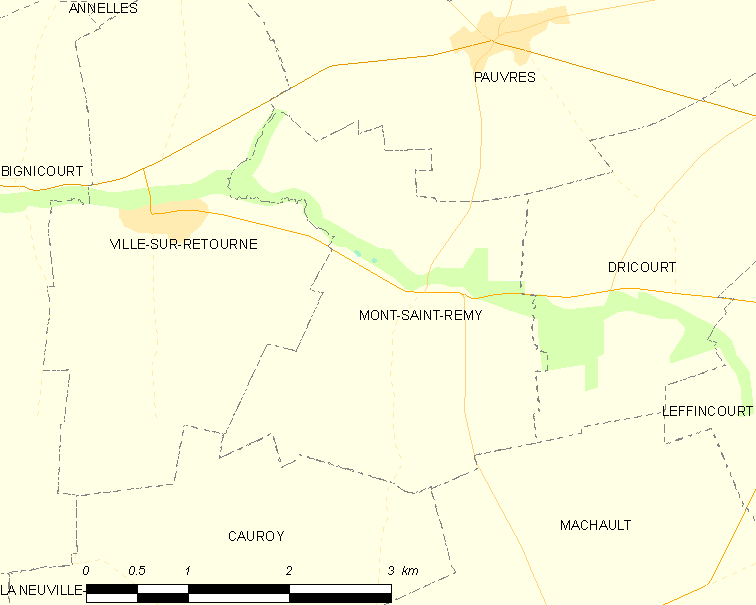
蒙圣雷米的OSM定位图

## 行政
蒙圣雷米的邮政编码为08310，INSEE市镇编码为08309。

## 政治
蒙圣雷米所属的省级选区为阿蒂尼县。

## 人口

1962-2008年间蒙圣雷米人口变化图示

蒙圣雷米于2022年1月1日时的人口数量为53人。